# جاستون براون
جاستون براون (مواليد 9 فبراير 1967) هو سياسي من أنتيغوا وباربودا يشغل منصب رئيس الوزراء منذ عام 2014. قبل دخوله السياسة كان يعمل مصرفياً ورجل أعمال.